# Ron Tauranac
Ronald Sidney Tauranac (Gillingham, Reino Unido, 13 de enero de 1925-Sunshine Coast, Australia, 17 de julio de 2020) fue un diseñador de automóviles de competición australiano de origen británico. 

## Carrera profesional
Unos años después de su nacimiento en Inglaterra, su familia emigró a Australia. A los catorce años abandonó la escuela, para alistarse en la Real Fuerza Aérea Australiana, donde se adiestró como piloto de combate.
Junto con el piloto Jack Brabham, fundó el equipo Brabham, con el que participaron en la Fórmula 1 entre 1962 y 1970. Tauranac además diseñaba automóviles de Fórmula 1 y otras categorías de monoplazas. Tauranac se convirtió en el único propetario de la empresa para la temporada 1970, y luego la vendió a Bernie Ecclestone a finales de 1971.
Permaneció en Inglaterra para colaborar con un rediseño de un chasis Politoys de Fórmula 1 para Frank Williams. Desde entonces colaboró con varios equipos de Fórmula 1.
Fue especialmente conocido por tener la idea de usar alerones estabilizadores en Fórmula 1.
En 1974 fundó Ralt, un fabricante de chasis monoplaza que participó en Fórmula 2, Fórmula 3, Fórmula Atlantic, Fórmula Super Vee y Fórmula 3000. Tauranac vendió la empresa a March Engineering en 1988.
Falleció mientras dormía, en la madrugada del 17 de julio de 2020 en su domicilio australiano de Sunshine Coast a los noventa y cinco años.